# Трешњевица (Коњиц-Калиновик)
Трешњевица је насељено мјесто у општини Коњиц, Босна и Херцеговина.

## Становништво
|         | 2013.      | 1991.       | 1981.        | 1971.        |
| Укупно  | 0 (0,000%) | 44 (100,0%) | 125 (100,0%) | 319 (100,0%) |
| Срби    | –          | 42 (95,45%) | 109 (87,20%) | 289 (90,60%) |
| Бошњаци | –          | 2 (4,545%)1 | 16 (12,80%)1 | 30 (9,404%)1 |

1. 1 На пописима од 1971. до 1991. Бошњаци су пописивани углавном као Муслимани.